# Parc national de Shiretoko

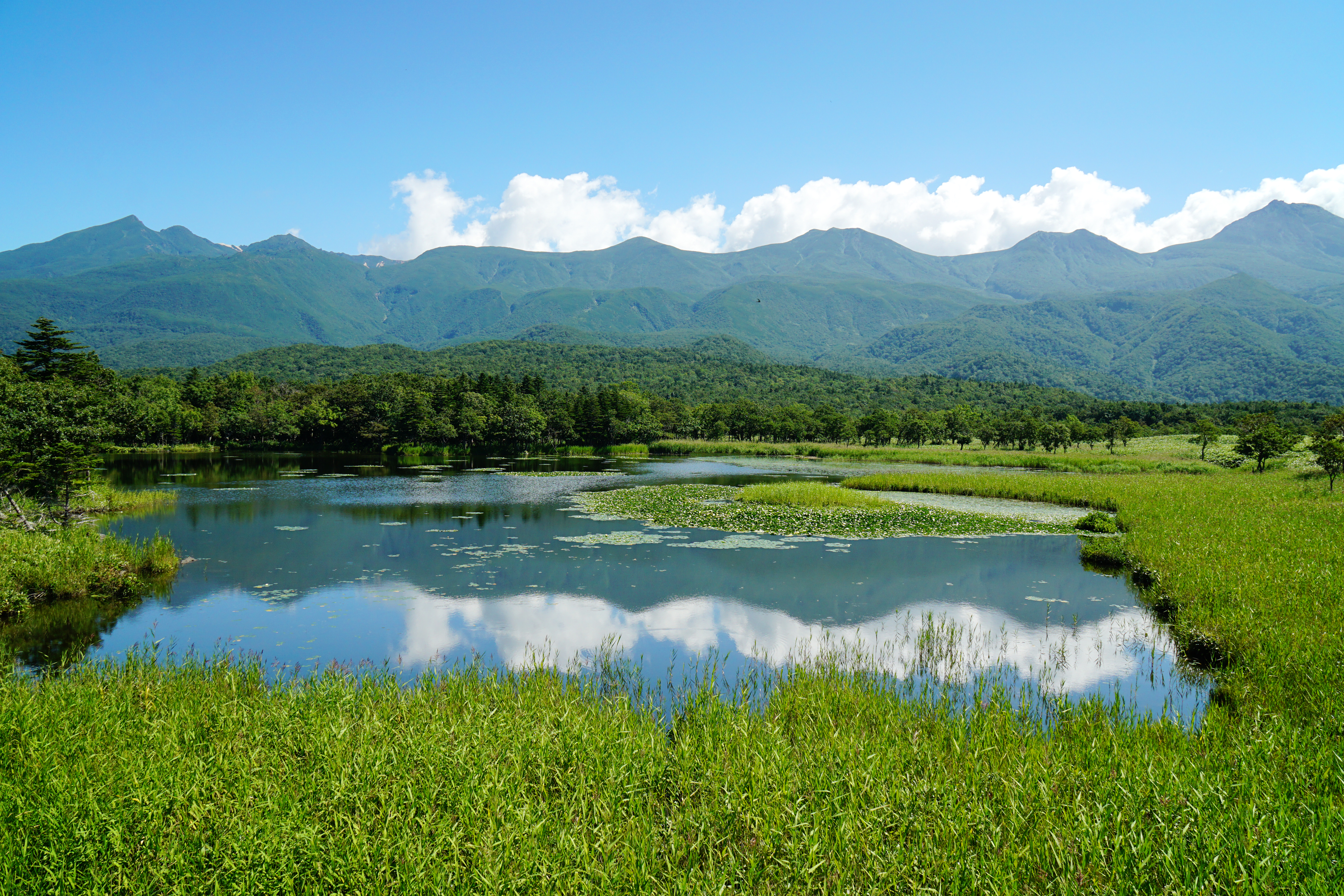

Le parc national de Shiretoko (知床国立公園, Shiretoko Kokuritsu Kōen) est un parc national japonais qui couvre la majorité de la péninsule de Shiretoko situé sur l'île d'Hokkaidō. Le parc a été fondé le 1er juin 1964 et couvre une surface terrestre de 386,33 km2.  Une partie du parc national de Shiretoko constitue la partie principale (34 000 ha) du site de Shiretoko inscrit en 2005 au patrimoine mondial de l'Unesco.